# Wanda Garlińska
Wanda Garlińska, z domu Kostkowska, ps. Iza (ur. 24 stycznia 1927 w Poznaniu, zm. 23 czerwca 2020 w Warszawie) – powstaniec warszawski, łączniczka i sanitariuszka.

## Życiorys
Urodziła się 24 stycznia 1927 r. w Poznaniu w rodzinie Marcelego Kostkowskiego i Filomeny z domu Karger. W domu były jeszcze trzy siostry i brat. Ojciec pracował w zakładach Cegielskiego. Edukację rozpoczęła w 1933 r. szkole w Mikaszewiczach, gdzie mieszkali przez jakiś czas. W 1935 r. wraz z rodziną przeniosła się do Ursusa, gdzie ojciec podjął pracę w Zakładach Mechanicznych. Tam też poszła do szkoły. Jej edukację przerwał wybuch wojny.
W pierwszych latach wojny wraz z koleżankami z podwórka zajmowała się roznoszeniem ulotek. W późniejszym okresie złożyła przysięgę 22 marca 1941 roku na ulicy Narcyzowej 26 w Warszawie w obecności dowódcy Stanisława Bodycha ps „Rawicz” oraz komendanta grupy Anatola Lewina ps. „Kostek”. Praktyki sanitarne odbyła w szpitalu zakaźnym na Woli w Warszawie. Przydzielono ją do I batalionu, 7. Pułku Piechoty Legionów AK "Garłuch". Głównym zadaniem pułku w czasie powstania było zajęcie lotniska na Okęciu. Z powodu wzmocnienia niemieckiej załogi lotniska, zwiększenia liczby stanowisk broni maszynowej na liniach niemieckich, a jednocześnie niedostatecznego uzbrojenia oddziałów powstańczych zadanie nie zostało wykonane. Do końca powstania przenosiła meldunki, broń i amunicję oraz pomagała i ukrywała powstańców z obozu przejściowego w Ursusie, gdzie pracowała jako sanitariuszka w oddziale sanitarnym. Po wojnie wraz z rodzicami przeniosła się na Ziemie Odzyskane. Po ślubie z Janem Garlińskim powróciła do Warszawy. Mieli dwoje dzieci Macieja i Urszulę. Wanda Garlińska jest babcią Karoliny Elbanowskiej.
2 stycznia 2001 została awansowana do stopnia podporucznika, a 16 kwietnia 2018 do stopnia porucznika. Zmarła w Warszawie 23 czerwca 2020 r. Pochowana w grobie rodzinnym na cmentarzu w Ursusie na Solipsie.

## Odznaczenia[4]
- Medal Wojska – 1948-08-15 (Londyn)
- Warszawski Krzyż Powstańczy – 1983-01-05
- Medal Zwycięstwa i Wolności 1945 – 1985-03-20
- Krzyż Armii Krajowej – 1987-02-04 (Londyn)